# Superintendent (kerkelijk ambt)
De superintendent is een predikant in het lutheranisme die belast is met het opzicht over en het leiding geven aan het kerkelijk leven in een bepaald gebied.
Na de Reformatie werd ook de ambtsleer of kerkregering herzien. In plaats van priesters kwamen er ouderlingen en in plaats van hiërarchie kwamen er synodes. Daarom was er in de kerken van de reformatie geen ruimte voor een bisschop. In de praktijk was het echter niet eenvoudig om de (Rooms-katholieke) bisschop te onderscheiden van de (protestantse) superintendent. Zowel in lutherse als in gereformeerde kerken zijn en waren er superintendenten, zoals in Schotland en Hongarije.
Een bekende superintendent was Lasco, hij was superintendent in de Londense vluchtelingenkerk. In Londen stond de superintendent wel, evenals de andere predikanten, onder het toezicht van de kerkenraad.
In Nederland bepleitte de Synode van Middelburg in 1581 voor gelijkheid van de predikanten, waardoor er geen superintendent zou mogen zijn. Daarnaast zou het werk van de superintendent, namelijk het inspecteren of visiteren van de plaatselijke kerken uitgevoerd moeten worden door een classis of provinciale synode.